# Eddy Evenhuis

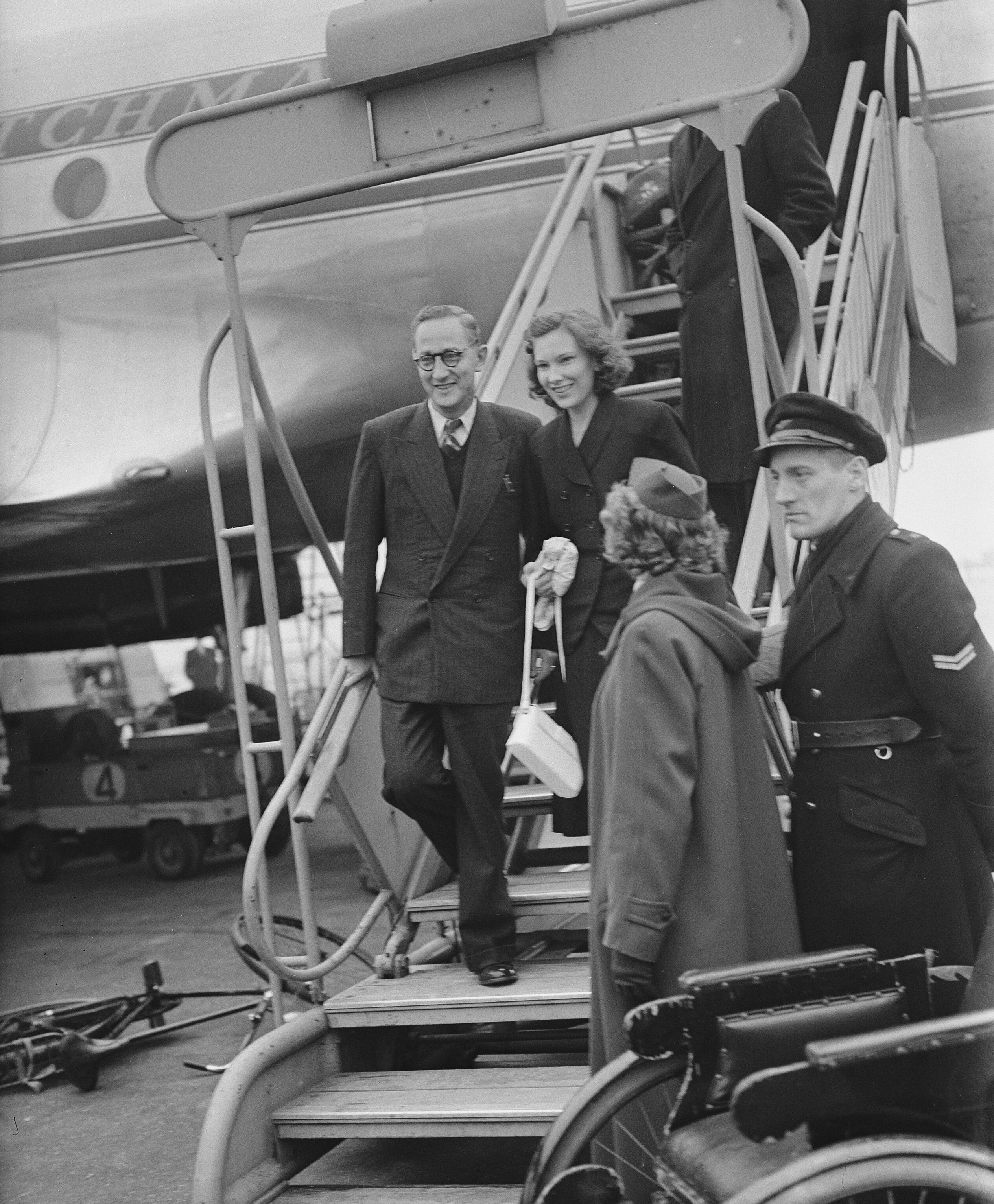
Eddy Evenhuis met echtgenote op 21 februari 1954

Egbert (Eddy) Evenhuis (Groningen, 1 november 1920 – Leeuwarden, 21 augustus 2002) was een Nederlands journalist en dichter. Hij was van 1955 tot 1983 hoofdredacteur van de Leeuwarder Courant.
Evenhuis volgde de HBS in Groningen en werd eind jaren dertig volontair bij het Groninger Dagblad, waar hij A. Marja leerde kennen. Ook maakte hij kennis met Koos Schuur die hem "Prins Der Zeven Meren" doopte.
Hij debuteerde in 1938 in Den Gulden Winckel. Zijn eerste dichtbundel verscheen in 1943 onder de titel Uit de pas bij de clandestiene Homerus Pers.
Na de bevrijding werkte Evenhuis weer voor het Groninger Dagblad, tot hij in 1948 hoofdredacteur werd van De Vrije Pers te Soerabaja. Hij keerde in 1954 terug naar Nederland en werd kort daarop buitenlandredacteur bij de Leeuwarder Courant. Een jaar later volgde hij hoofdredacteur Kees van Beem op, tot 1965 met Jan Piebenga en vervolgens met Jacob Noordmans. Na de fusie met de Friese Koerier was Laurens ten Cate per 1 november 1969 de derde hoofdredacteur. Evenhuis bedacht met Henny Keikes de rubriek 'Gehoord en Gezien', die voor het eerst verscheen in de Leeuwarder Courant van 4 februari 1957. Hij schreef scherpe liberale commentaren in zijn rubriek 'Feiten en achtergronden' en las net als collega- hoofdredacteur Jacob Noordmans alle drukproeven. Voor dichten had hij steeds minder tijd, maar hij stuurde weleens een gedicht onder een valse naam naar de Lyrische Courant, de poëzie-bijlage van zijn eigen krant, dat dan werd geplaatst. In 1983 legde hij het hoofdredacteurschap neer en in 1985 ging hij met pensioen. In 1995 gaf hij in eigen beheer nog een dichtbundel uit.
Evenhuis werd door Ab Visser tot de Groninger School gerekend. Gedichten van hem zijn opgenomen in bloemlezingen van Gerrit Komrij en Menno Wigman.